# 将軍標

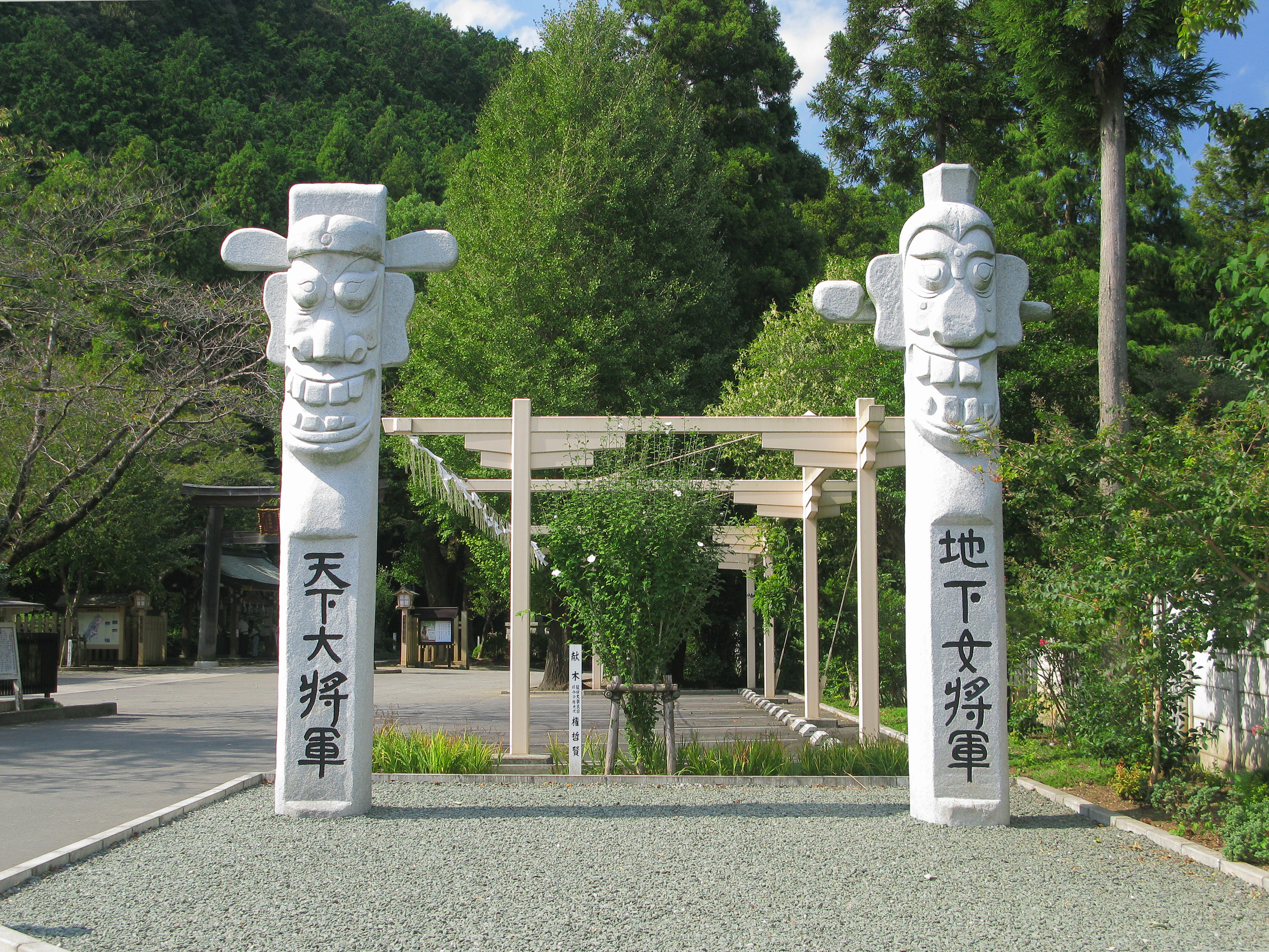
高麗神社 将軍標

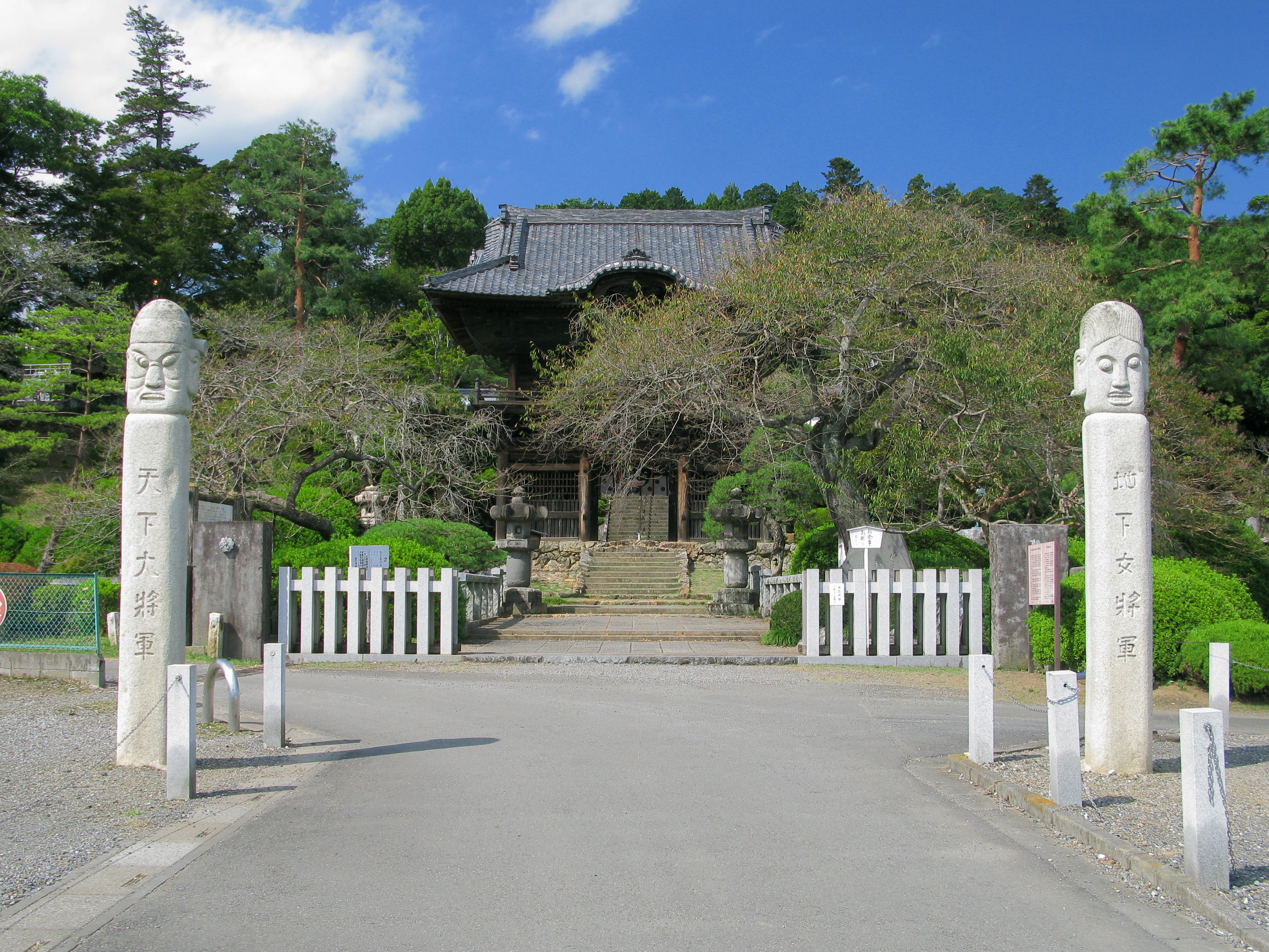
高麗山聖天院勝楽寺 将軍標

将軍標（しょうぐんひょう、朝: 장군표）とは、朝鮮半島の村落に見られる魔除けのための境界標。

## 概要
第二次世界大戦前までは、除魔将軍標と称され、略称の将軍標も用いられていた。かつての朝鮮半島では、疾病や災難をもたらす鬼神信仰があり、その魔除けのための木製標を村落の入り口に設置していた。異形相の人面の下に漢字が刻まれた木柱がバラバラに設置されていたが、現在の日本国内に設置されているものは「天下大将軍」「地下女将軍」と刻まれ、男女の標が対になったものとなっている。
近年の朝鮮語でチャングンピョ（将軍標）というが、別の表現ではチャンスン（장승、長栍、長丞）、ポクス（벅수、法首）やチャンシンイ（장싱이、京畿道方言）ともいう。竿頭に鳥が止まった神竿をソッテ（솟대）、人面を彫った神木をチャンスン（長栍）という。鳥は天地を往来して神の使いをすると信じられて神格化され、神木には人面を彫って人格神化したという。
日本における将軍標は、埼玉県日高市の高麗神社のものが有名である。同じく日高市の聖天院、西武池袋線高麗駅前にもある。さらに東京都西多摩郡日の出町の東光院妙見宮にもある。妙見宮例大祭（5月3日）には韓国舞踊が奉納される。

## 関連小説
- 荒俣宏 『新宿チャンスン』 （角川ホラー文庫）角川書店、1995年8月、ISBN 9784041690239